# L'Ametlla de Casserres
L'Ametlla de Casserres o Colònia Monegal és una antiga colònia tèxtil i nucli de població de Casserres (Berguedà). Situada entre Gironella, Cal Rosal i la Plana, limita amb els municipis d'Olvan, d'Avià i de Gironella, i es troba a 457 m d'altitud a la dreta del Llobregat, i amb una població de 111 habitants. El nucli més proper és el poble de Gironella, amb el qual els habitants de la colònia han establert tradicionalment més lligams. Està regulada pel Pla director urbanístic de les colònies industrials del Llobregat.

## Història
El 1814, Josep Comas i Ametlla, de la masia de l'Ametlla de Casserres, es va instal·lar en un antic molí fariner, que en aquell moment es trobava derruït, i que era propietat de la masia l'Alzina de Morella, del terme municipal de Puig-reig. Uns anys més tard, el 1825, va obtenir l'autorització per a construir un de nou molí fariner a la mateixa propietat. Probablement, la necessitat de finançament per tirar endavant aquest projecte (calia construir-hi una resclosa, un canal, l'edifici amb dues moles i l'escairador), va propiciar el tracte amb Josep Rutllant, de Berga, a qui el 1831 va vendre una parcel·la de terra annexa al molí per construir-hi una fàbrica tèxtil amb el compromís d'aprofitar l'aigua sobrant; i el 1832 Josep Comas va pactar amb Tomàs Bach, també de Berga, d'instal·lar màquines de cardar a l'interior del molí.
El 1858, Lluís Rosal i Gironella, de Berga, va comprar les ⅔ de la fàbrica-molí i la maquinària  i en vengué la meitat a Esteve Monegal i Soler, veí de Barcelona però originari de Sant Llorenç de Morunys. Tots dos fundaren la societat Monegal i Cia, dedicada a la fabricació de filats i teixits de cotó. El 1865, Miquel Roca i Noguera, fabricant originari de Casserres va comprar la ⅓ restant, i el 1868, els tres socis van adquirir la resta de la finca.
El 1873, Esteve Monegal demanà permís a la Secció de Foment de la Diputació de Barcelona per a construir-hi una nova resclosa i instal·lar-hi una turbina de més potència i ampliar la fàbrica, després d'haver demanat una ampliació de la concessió hidràulica, el qual arribà dos anys després. Monegal va morir el 1879 i fou succeït pel seu fill Josep Monegal i Nogués, que l'any següent reconstituí la societat amb Lluís Rosal (†1881) i Miquel Roca amb el nom de Josep Monegal i Cia. El 1893 comprà la participació dels seus socis, esdevenint-ne així l'únic propietari, i dedicà els seus esforços a convertir la fàbrica en una veritable colònia industrial. Per això va demanar els permisos corresponents per a elevar 1,45 m la resclosa, que li foren concedits entre 1896 i 1898. L'extensió de les terres inundades li obligà a concertar una servitud amb els amos de l'heretat Ballús el 1900.
A començaments del segle xx, la fàbrica comptava amb 5000 pues de filar i 200 telers metàl·lics i donava feina a unes 300 persones. Amb el temps, s'hi van construir habitatges per als treballadors i les seves famílies, escola per als infants, botiga de queviures, església i la torre de l'amo.
El 1915, Monegal incorporà els seus fills Manuel Maria, Rosa Maria i Josepa Maria i el seu gendre Ignasi Calonge i Costa a la societat, que passà a anomenar-se J. Monegal Nogués e Hijos. La producció de roba per als combatents de la Primera Guerra Mundial va fer necessària l'ampliació de la fàbrica, que tindria 10.500 pues i 300 telers. El 1925, l'empresa es transformà en la societat anònima Textil Monegal, amb un capital de 3 milions de pessetes, dels quals 1,3 corresponien a Monegal, que hi aportà la finca i els edificis. A la seva mort el 1931, va ser succeït com a president del Consell d'Admonistració pel seu net Josep Maria Calonge Monegal, enginyer textil, Ignasi Calonge com a vicepresident i Eusebi Calonge Monegal com a secretari.
El 1966, la crisi del sector va provocar-ne el tancament. Amb el final de l'activitat productiva, els propietaris de la colònia oferiren als treballadors la possibilitat d'adquirir en propietat els pisos on vivien, i la majoria ho van acceptar.

## Descripció
Presenta una estructura clàssica de colònia tèxtil, amb resclosa, canal i fàbrica (que constava de baixos, tres pisos i golfes, on es van habilitar habitacions per als treballadors, amb un total de 729 m²), un carrer d'habitatges per als treballadors, la torre de l'amo i l'Mare de Déu de la Mercè de l'Ametlla de Casserres.
Un pont de ferro (actualment desaparegut a causa d'una crescuda del Llobregat) construït per La Maquinista Terrestre i Marítima i inaugurat el 1896, serví per substituir la vella passarel·la de fusta que travessava el riu Llobregat i comunicava la colònia amb la carretera que portava a Berga i a Gironella.

## Galeria d'imatges

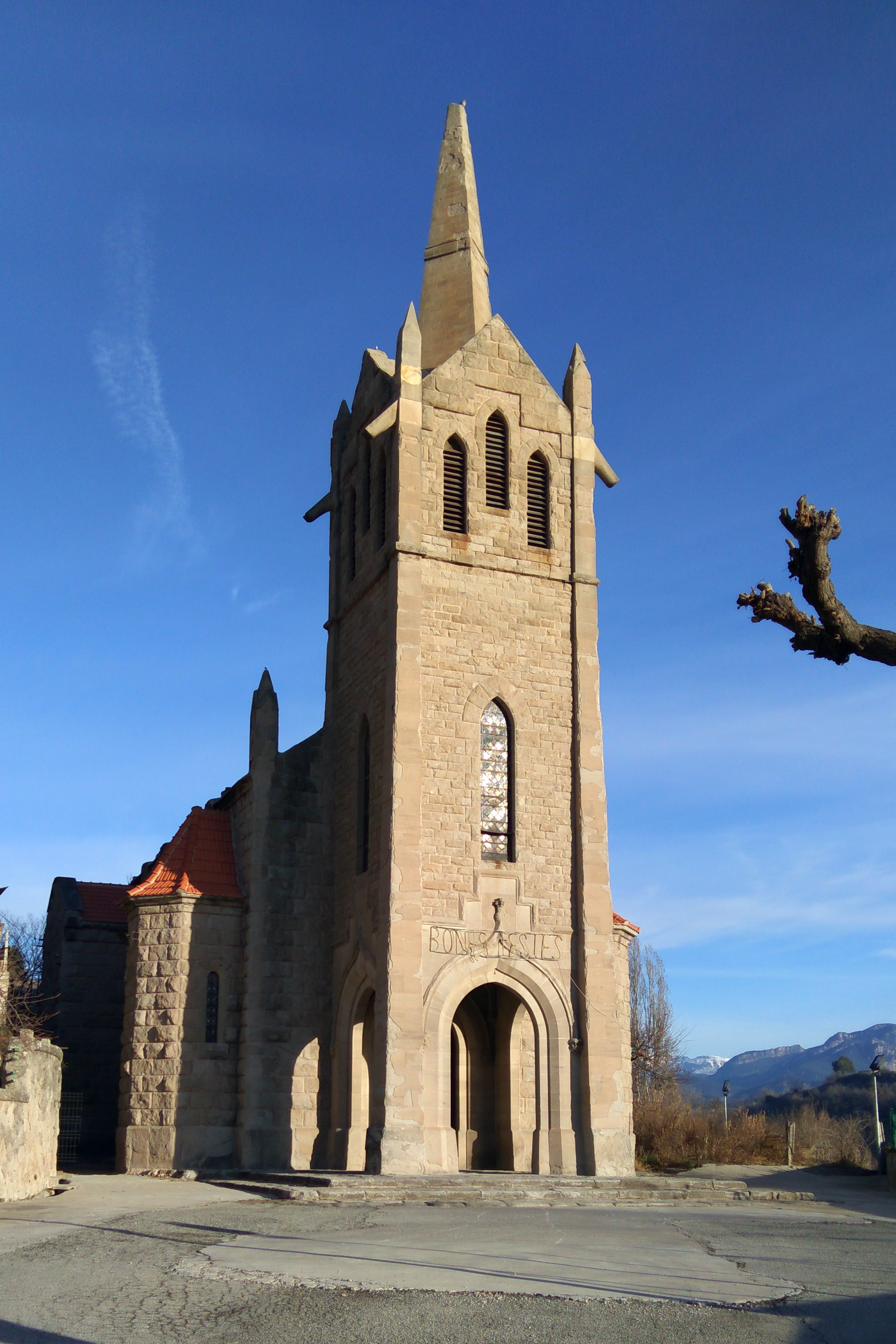
Església de la Mare de Déu del Roser
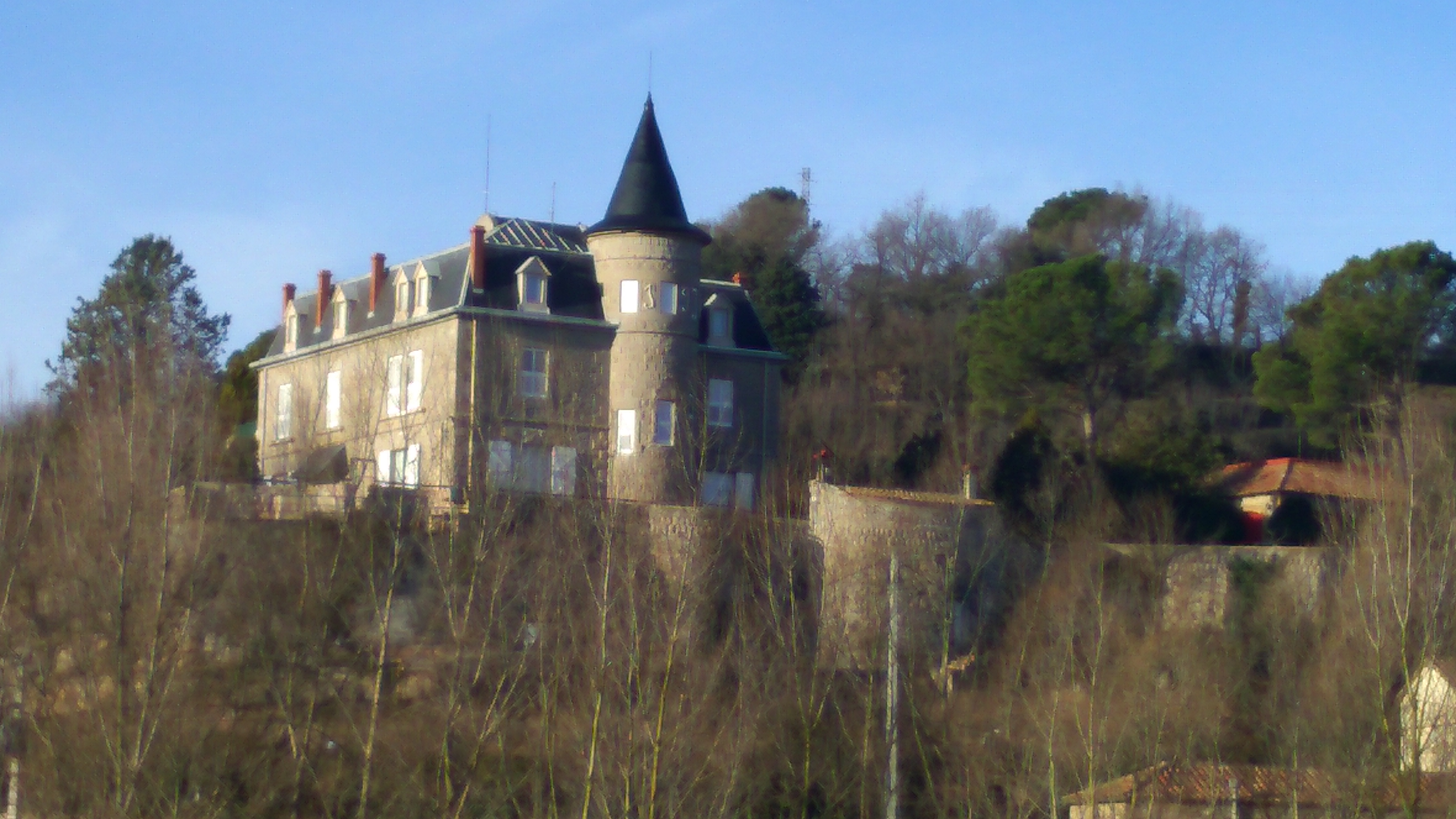
Torre